# Камбанария Свети Степанос
Камбанарията на Свети Степанос (или Арменска камбанария, Параклис на Свети Степанос) е сграда от 15 – 16 век, разположена в арменския квартал на град Каменец Подолски. Била е част от арменската църква „Свети Николай“ (XV век). Известно време в камбанарията се е намирала легендарната икона Арменската Богородица, почитана от католици, православни и последователи на арменската църква.

## Предистория
Според различни източници арменците се заселват в Каменец Подолски през XI – XIII век. През 17 век в града вече има 1200 арменски семейства. Съставлявайки значителна част от населението на Каменец Подолски и заемайки по-голямата част от града, арменците се заселват главно в югоизточната му част; в днешно време все още има квартал, известен сред местните като Арменския. В тази част на града освен административните и търговски сгради на арменската общност се намирали и основните арменски храмове.

## История

### Основаване
Своето име камбанарията получава от църквата „Св. Степанос“, съществувала в Каменец. За строежа на камбанарията се казва в паметния запис на църквата 
| „ | Събраха се единодушните господа съдии и решиха да построят една каменна камбанария за този храм. И всички хора се събраха заедно – големи и малки и започнаха да строят, надявайки се на Божията помощ, [помагайки] кой с пари, кой самолично, кой с коне, кой с волове, кой със собствени сили и я завършиха... | “ |

После в него се казва, че епископ Хачатур подарява една голяма и великолепна камбана..., докато другата камбана е подарена от Григор, който продължава строителството на камбанарията. Точното време на изграждане на камбанарията не е известно. Строежът трябва да е бил завършен преди 1565 г., тъй като тогава умира Григор, синът на богатия каменски арменец Затик.

### По-нататъшна съдба
По време на турското владичество, заедно с църквата е повредена и камбанарията, и камбаните ѝ са откраднати. След оттеглянето на турците, иконата на Арменската Богородица е върната в града. Църквите „Свети Николай“ и Благовещение са в руини, така че на 22 май 1700 г. иконата е поставена в параклиса на Св. Степанос, наскоро построен като камбанария към църквата „Свети Николай“.
През 19 век камбанарията има две камбани: по-малка от 1701 г. и по-голяма от 1722 г. По време на Първата и Втората световни войни тя е силно повредена. През 1958 г., камбанарията е възстановена и обявена за паметник под държавна защита от Комитета за защита на антиките на Украинска ССР.
Експерти от Киев я изучават през 1978 г. Те успяват да идентифицират архитектурни елементи, подобни на тези в църквата Всеспасител (957 – 962) в арменския църковен комплекс Санахин. Според резултатите от проучвания на първия етаж на камбанарията, на източната и северната стена (и отчасти на западната) са разкрити останки от стенопис, изпълнени в охра и червен цвят. По своята същност и стил откритият стенопис принадлежи към периода не по-късно от 18 век. Възстановяването му е извършено от екип художници-реставратори от Киев.
Според експерти камбанарията е един от най-интересните арменски паметници на града, който успешно съчетава разнообразни архитектурни техники с високо ниво на художествена изява.
През 2005 г. земята, върху която са разположени руините на църквата „Свети Николай“ и камбанарията на Свети Степанос, е прехвърлена на арменската общност в град Каменец Подолски, а кметът Александър Мазурчак, в присъствието на арменския посланик в Украйна, Армен Хачатрян, обещава да възстанови арменския храм. Във връзка с това, тази връзка на развалините на църквата е осветен кръстен камък, хачкар.
През 2014 г., след завършването на реставрацията, Украинската православна църква (Киевска патриаршия) официално предава на арменците в Украйна руините на църквата „Свети Николай“ и камбанарията на Св. Степанос.

## Архитектура
Камбанарията на Св. Степанос е стояла отделно от църквата „Свети Николай“. Едновременно с нуждите на църквата, камбанарията е била предназначена и да заема важно място в отбранителната система на града – тя е била построена като истинска бойна кула. Представлява пететажна каменна сграда с остър пирамидален покрив, на четирите ъгъла на който има своеобразни малки кули. Всяка от кулите има две бойници.